# Страховая сумма
Страховая сумма — определённая договором страхования или установленная законом денежная сумма, в пределах которой страховщик при наступлении страхового случая обязуется выплатить страховое возмещение по договору имущественного страхования, или которую он обязуется выплатить по договору личного страхования. Страховая сумма соответствует максимальному размеру обязательства страховщика по страховой выплате страхователю или третьему лицу, имеющему право на её получение. Исходя из страховой суммы устанавливаются размеры страхового взноса и страховой выплаты, если договором или законодательными актами не предусмотрено иное. Страховая сумма является существенным условием договора страхования.

## Способы определения страховой суммы
Размер и порядок установления страховой суммы считаются важнейшими условиями договора, которые оказывают влияние на величину страховой премии, определяют возможность принятия риска на страхование, необходимость заключения страховщиком договоров перестрахования или сострахования. При отсутствии значительных средств страховых резервов и/или невозможности перестраховать риски страховщик может отказаться от заключения договора страхования на страховую сумму, превышающую его возможности.
Страховая сумма бывает агрегатная и неагрегатная.
Неагрегатная страховая сумма — лимит ответственности страховщика по каждому страховому случаю.
Агрегатная страховая сумма — лимит выплат страховщиком за весь срок страхования (период действия договора). При агрегатной страховой сумме после выплаты страхового возмещения страховая сумма уменьшается на размер страховой выплаты, произведённой по данному риску.
Страховая сумма в договоре страхования может быть установлена отдельно по каждому риску, принятому на страхование, или по каждому страховому случаю для определения максимальных обязательств страховщика. Наряду с установлением страховых сумм по каждому риску или каждому страховому случаю может быть установлена общая страховая сумма по договору (её иногда называют агрегатным лимитом ответственности страховщика); при выплате возмещения в её размере обязательства страховщика прекращаются в любом случае.
В каждой отрасли страхования установление размера страховой суммы и её форма как форма обязательства по страховой выплате имеют свои особенности.

## Страховая сумма в имущественном страховании
В имущественном страховании страховая сумма определяется действительной фактической стоимостью имущества на момент заключения договора страхования в месте его нахождения. В имущественном страховании она не должна превышать страховой стоимости объекта страхования.
В договорах страхования имущества страховая сумма по договору страхования не может превышать действительной стоимости имущества, называемой также страховой стоимостью застрахованного имущества. Если страховая сумма, определенная договором страхования, превышает страховую стоимость имущества, он считается недействительным в силу закона в той части страховой суммы, которая превышает действительную стоимость имущества на момент заключения договора. Стороны не могут оспаривать страховую стоимость имущества, определенную в договоре страхования, за исключением случаев, когда страховщик докажет, что он был намеренно введён в заблуждение страхователем.
В том случае, если в отношении одного и того же объекта имущественного страхования заключено несколько договоров страхования с разными страховщиками, все они действуют в страховой сумме, которая не превышает страховой стоимости. Ущерб, причинённый объекту страхования в этом случае возмещается пропорционально ответственности по отдельным договорам страхования. В соответствии с принципом контрибуции в страховании страховой компании, возместившая ущерб имеет право обратиться к другим страховым компаниям, имеющим аналогичные обязательства перед страхователем по имущественному страхованию, с предложением о разделе расходов по возмещению ущерба по наступившим страховым случаям.

## Страховая сумма в личном страховании
В личном страховании страховая сумма устанавливается по соглашению страховщика и страхователя; в некоторых случаях принимается во внимание условная стоимость жизни.
В личном страховании выделяют страхование жизни и иные виды страхования.

### Страхование жизни
В страховании жизни, как правило, в зависимости от страховой суммы определяется размер единовременной страховой выплаты при дожитии застрахованного лица до окончания срока страхования или в случае смерти застрахованного лица — назначенному им выгодоприобретателю.
По договору страхования жизни, в частности при пенсионном страховании, выплата страховой суммы может производиться в виде пожизненной ренты. В этом случае под страховой суммой подразумевается размер страхового обеспечения (ренты), выплата которого предусмотрена с периодичностью, установленной договором страхования.

### Другие виды личного страхования
В договорах страхования от несчастных случаев и медицинском страховании размер страховой суммы определяется максимальный размер выплаты, в пределах которой компенсируется ущерб, нанесенный интересам страхователя. При этом подлежащая выплате сумма страхового обеспечения в договорах страхования от несчастных случаев может определяться по-разному:
- в процентах от установленной в договоре страхования страховой суммы, размер которой зависит от характера и степени тяжести последствий несчастного случая;
- в фиксированном размере (или в установленном проценте от страховой суммы) за каждый день утраты трудоспособности.

Пределы исполнения обязательства страховщиком определяется размером страховой суммы.
Размер страховой суммы по договорам медицинского страхования может быть установлен, исходя из максимальных обязательств страховщика по каждому страховому случаю. Это позволяет по договорам медицинского страхования по согласованию между страхователем и страховщиком устанавливать размер страховой суммы двумя способами: в фиксированной максимальной сумме компенсации медицинских расходов за весь период действия договора страхования или в фиксированной сумме, установленной для каждого страхового случая, происходящего в течение действия договора страхования.
Количество договоров страхования и совокупная страховая сумма по действующим договорам личного страхования в отношении одного застрахованного лица не ограничиваются, то есть в личном страховании не запрещается страхование у нескольких страховщиков на любые суммы (так называемое двойное страхование). Поэтому при наступлении страхового случая, предусмотренного условиями таких договоров (в отличие от договоров страхования имущества), каждый из страховщиков несёт обязательства в пределах страховой суммы каждого из договоров страхования.

## Страховая сумма в страховании ответственности
В договорах страхования ответственности страховая сумма означает предел денежных обязательств страховщика компенсировать ущерб третьим лицам при наступлении страхового случая. Она может быть установлена по обязательствам, которые могут возникнуть при наступлении всех страховых случаев в период действия договора или каждого из них в отдельности.